# Barriopalacio (Anievas)

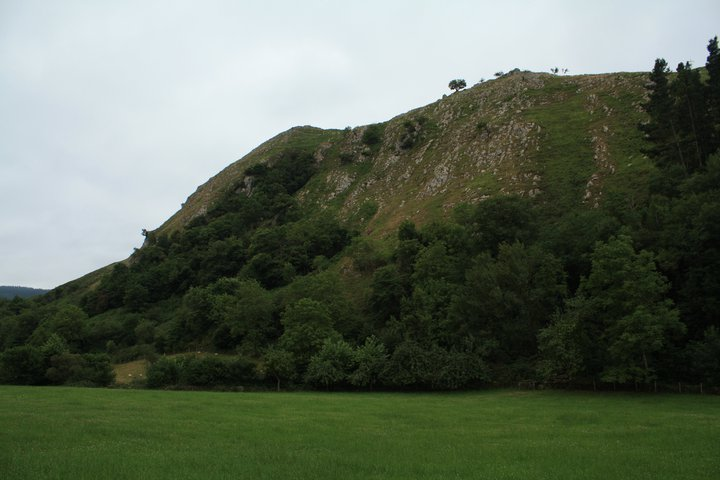
La peña de Barriopalacio.

Barriopalacio es una localidad del municipio de Anievas (Cantabria, España). En el año 2024 Barriopalacio contaba con una población de 86 habitantes (INE). La localidad está formada por los barrios de la Llanía, el Barrio, la Ermita, Campolafuente y la Venta. Se encuentra a un kilómetro de distancia de la capital municipal, Cotillo, y a 235 m s. n. m.
La carretera secundaria CA-271 bordea por el oeste a esta población y la comunica con la capital municipal. La línea de transporte público Torrelavega - Villasuso dispone de una parada en esta localidad.
La fiesta patronal es el día 15 de agosto (Nuestra Señora de la Asunción). Además el domingo anterior a la fiesta patronal se celebra el Día de la mitología cántabra. El deporte con más tradición en esta localidad es el bolo palma contando históricamente con grandes representantes en esta especialidad deportiva.
En este pueblo se localiza la peña de Barriopalacio. Además, se puede ascender a la Espina del Gallego, donde se encuentran los yacimientos de un antiguo castro cántabro-romano.
De este pueblo procede la religiosa Teresa González Quevedo.

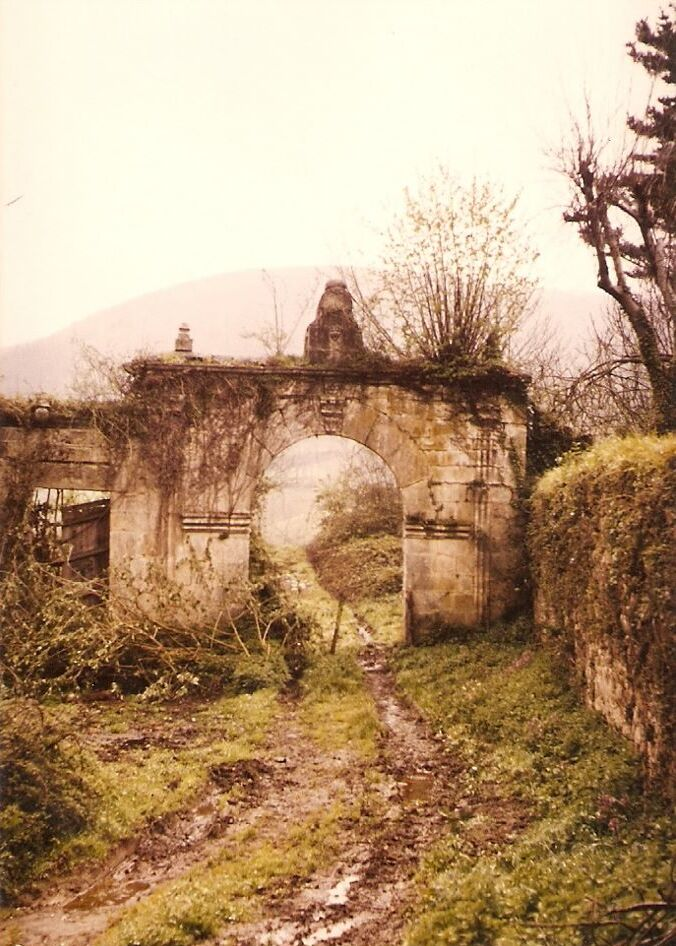
Portalada del palacio de Barriopalacio de Anievas hace unos 30 años. Actualmente apenas quedan restos, ya que uno de los herederos decidió llevarse parte de la construcción.
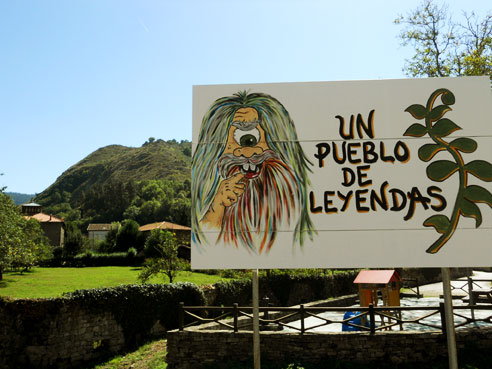
Cartel de un pueblo de leyendas en Barriopalacio de Anievas.
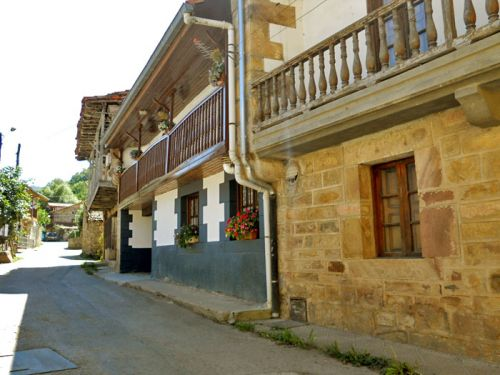
Calle de Barriopalacio.
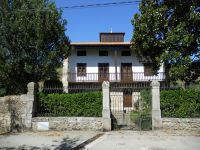
La Huertona, casona del siglo XIX en Barriopalacio.

## Premios a la localidad
La localidad fue premiada como Pueblo de Cantabria 2019, en consideración de las labores de conservación realizadas, tras, haber sido segunda la edición del año anterior.

| Predecesor: Esles | Premio Pueblo de Cantabria 2019 | Sucesor: Pujayo |